# Capanna Sovèltra
Das Capanna  Sovèltra (deutsch: Soveltrahütte) ist eine Hütte in der Ortschaft Prato-Sornico im Val di Prato, einem Seitental des Lavizzaratales in den Tessiner Alpen. Sie gehört der Società Alpinistica Valmaggese (SAV), die Teil des Tessiner Dachverbandes Federazione Alpinistica Ticinese (FAT) ist.

## Beschreibung
Die Hütte liegt auf 1534 m ü. M. in einem Seitental des Val Lavizzara am Fusse des Pizzo Campo Tencia 3072 m ü. M. Sie wurde aus einem 1927 erbauten Alpstall umgebaut und 1997 eingeweiht.
Die zweistöckige Hütte hat einen Aufenthalts-/Essraum mit 40 Plätzen. Die Küche hat einen Gas- und Holzherd sowie Kochgeschirr. Die 35 Betten verteilen sich auf fünf Zimmer. Sie wird mit Holz beheizt und eine Turbine sorgt für die Beleuchtung. Im Aussenbereich hat es Tische und einen Brunnen.
Im Oktober 2017 wurde die Hütte durch einen Brand zerstört und soll wieder aufgebaut werden. Die Baugenehmigung wurde im November 2024 erteilt.

## Zustieg
- Von Prato-Sornico (742 m ü. M.) kann die Hütte in 2 ½  Stunden Gehzeit (Schwierigkeitsgrad T2). Prato-Sornico ist mit öffentlichen Verkehrsmitteln erreichbar.
- Von Monti di Predee (1001 m ü. M.) im Val Bavona in 5 Stunden (T2). Mit dem Auto erreichbar.

## Aufstiege
- Campo Tencia
- Pizzo Barone
- Pizzo di Sovèltra

## Übergänge und Nachbarhütten
Die Hütte ist Etappenort des Via Alta Vallemaggia (VAVM).
- Capanna Barone in 3 ½ Stunden
- Capanna Campo Tencia in 5 Stunden
- Rifugio Alpe Sponda in 6 Stunden
- Capanna Tomeo in 5 Stunden